# فالكون (متصفح)
فالكون (عرف سابقاً ب"كَب زيلا") هو متصفح ويب حر ومفتوح المصدر تطوّره كيدي. بُنِيَّ على محرك تصميم كيوت, والذي هو غلاف لكروميوم.
كِلا نظامي تشغيل كا أو إس وأوبن ماندريفا يستخدمان فالكون كالمتصفح الافتراضي.

## ميزات
فالكون يقدم العديد من حزم الأيقونات والعناصر الأخرى ليتناسق مع مظهر وملمس نظام التشغيل. بعض ميزات المتصفح الأخرى: احتواء تاريخ التصفح, تلقيمات الويب, والإشارات المرجعية في مكان واحد, والقدرة على أخذ لقطات الشاشة للصفحة كاملة.
فالكون يستخدم أطر عمل كيوت متعددة المنصة ويوفر مضاد إعلانات. يستثني مضاد الإعلانات ذاك صفحة محرك بحث فالكون الأساسية, دك دك غو, افتراضياً. تتوفر نسخة محمولة (لا تحتاج إلى تثبيت) من فالكون لويندوز. يوزع فالكون أيضاً بصيغة بورتابل أبز.

## تاريخ

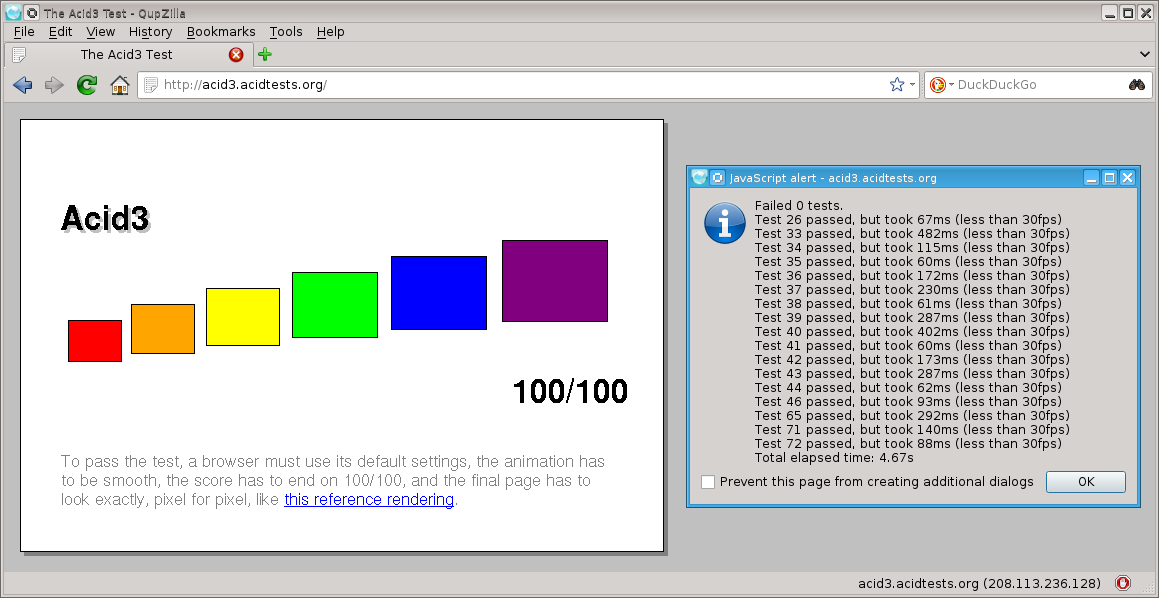
كَب زيلا 1.7.0 اجتاز اختبار أسيد3.

بدأ المشروع كمشروع بحثي في 2010. أول نسخة معاينة, والتي كتبت ببايثون (باستخدام مكتبة باي كيوت), كانت جاهزة في ديسمبر 2010. في 2011 النص المصدري تمت إعادة كتابته بسي++ بهدف إنشاء متصفح ويب متعدد الاستخدام مبني على كيوت ويب كيت, ومع الهدف الأولي بأن يتناسق مع مظهر وملمس بيئات سطح مكتب عدة, منها: ويندوز، جنوم، وكيدي بلازما. النسخة 1.6.6 (ماي 2014) كانت لا تزال تدعم ويندوز 2000.
نُشِرَ كَب زيلا 2.0 في 30 مارس 2016. تم استبدال كيوت ويب كيت بمحرك تصميم كيوت.
في 10 أغسطس 2017 أعلَن المطور ديفيد روسكا في منشور أن كَب زيلا أصبح مشروع كيدي. بعد نشر كب زيلا 2.2 أعيد تسمية المشروع إلى فالكون. كيدي فالكون 3.0 نشر في 27 فبراير 2018.
فالكون 3.0.1 ضُمّنَ مع إصدار لوبونتو التجريبي 18.10 لكنه استبدل بفيرفكس في إصدار 18.10 الفعلي.
نشر فالكون 3.2.0 في 31 يناير 2022.
في 14 فبراير 2022, بدأ فالكون بالانتقال إلى استخدام أدوات كيدي عن طريق تبني نظام الترقيم نفسه. بدءاً من النسخة 22.04 (21 أبريل 2022), أول نسخة تنشر كجزء من أدوات كيدي. لهذا بدأت تعلن عن إصدارات فالكون على موقع كيدي بدلاً من موقع فالكون.

## وصلات خارجية
- الموقع الرسمي
- إضافات فالكون
- النص المصدري لفالكون
- فالكون على أوبن هَب